# الفرقة الكندية الأولى
الفرقة الكندية الأولى (بالفرنسية: 1re Division du Canada)‏ هي قيادة عمليات وتشكيل تحكم لقيادة العمليات المشتركة الكندية، ومقرها في CFB Kingston.
تشكلت خلال الحرب العالمية الأولى في أغسطس 1914، كانت الفرقة الكندية الأولى تشكيلًا لقوة الاستطلاع الكندية. كانت الفرقة تتكون في البداية من كتائب مؤقتة تم تسميتها على اسم مقاطعتها الأصلية ولكن تم إسقاط هذه الألقاب قبل وصول الفرقة إلى بريطانيا في 14 أكتوبر 1914. بعد الحرب، تم وقف الفرقة فقط لإعادة تعبئته كتشكيل في 1 سبتمبر 1939 باعتباره فرقة المشاة الكندية الأولى للخدمة في الحرب العالمية الثانية. كما أعيد تنشيط الفرقة مرتين خلال الحرب الباردة.
في عام 2010، أعيد تنشيط الفرقة للمرة الثالثة. في حين أن الأقسام الأربعة (الثانية إلى الخامسة) في الجيش الكندي مسؤولة عن قيادة الوحدات داخل مناطقها الجغرافية الخاصة بها، تم تشكيل الفرقة الكندية الأولى لتكون بمثابة وحدة مقر لأي وحدة متاحة للنشر في تشكيل على مستوى القسم القوات الكندية. في عام 2015 أصبحت الفرقة الكندية الأولى جزءًا من قيادة العمليات المشتركة الكندية بدلاً من الجيش الكندي.

## الحرب العالمية الأولى

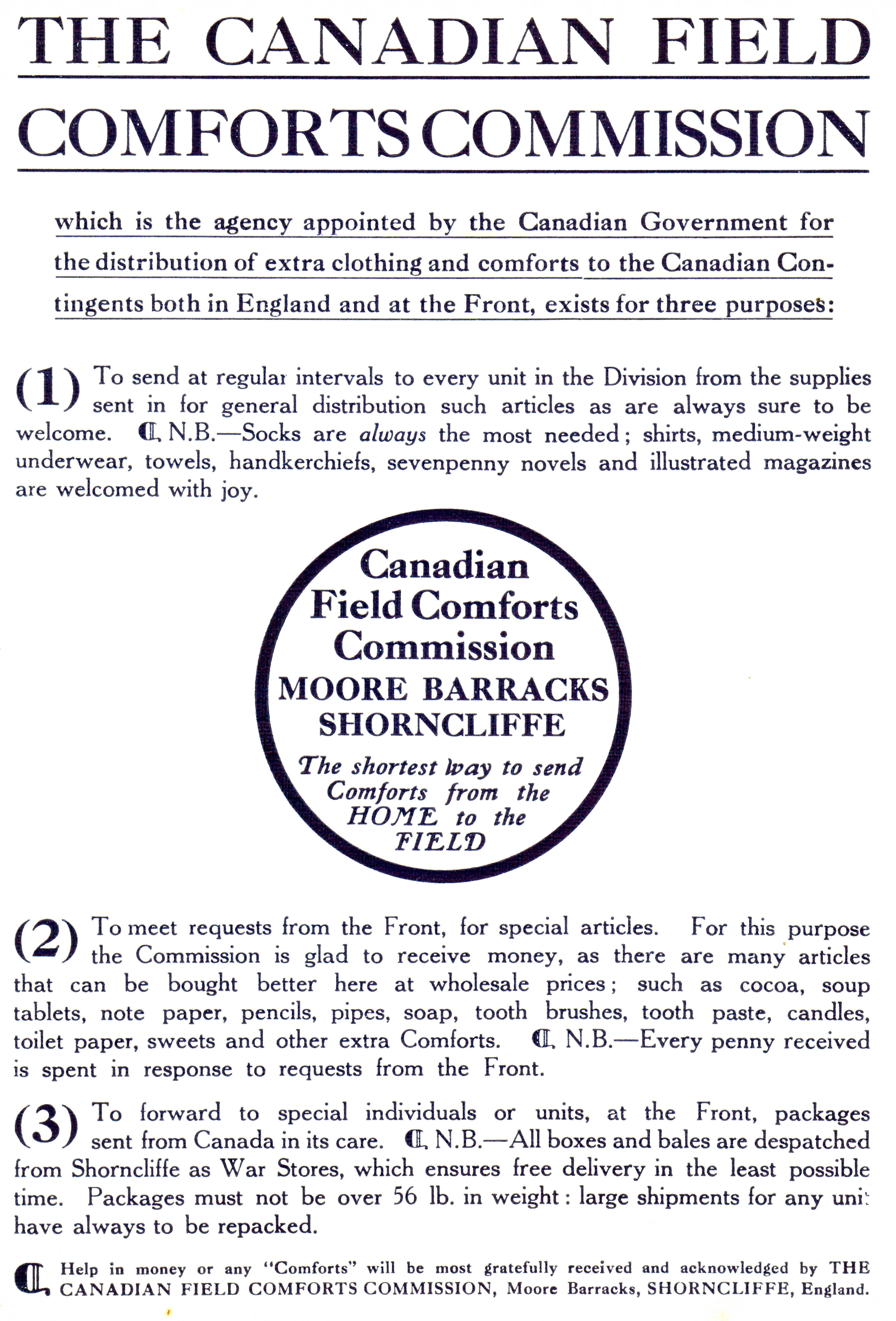
تم العثور على إدراج لجنة وسائل الراحة الكندية في "مع الوحدة الكندية الأولى"، منشور الحكومة الكندية من عام 1915.

تم رفع الوحدة الأولى من قوة البعثة الكندية في أغسطس 1914، بعد وقت قصير من اندلاع الحرب العالمية الأولى ، وتركزت في معسكر فالكارتييه في كيبيك ، وانطلقت إلى إنجلترا في أكبر قافلة عبر المحيط الأطلسي حتى الآن بعد شهرين. بدأ التدريب وإعادة التنظيم عند الوصول إلى المملكة المتحدة في أكتوبر 1914، ولم يكن ذلك حتى 26 يناير 1915 الذي تم فيه تنظيم الفرقة رسميًا، تحت قيادة الفريق إدوين ألدرسون، ضابط في الجيش البريطاني. تم استبعاد عدة وحدات تحت قيادة الوحدة الأولى من تنظيم الفرقة، بما في ذلك الكتيبة 17 (نوفا سكوتيا هايلاندرز)، الكتيبة 18، والعديد من الشركات من جنود نيوفاوندلاند (تم تشكيلها لاحقًا في فوج نيوفاوندلاند وتم تعيينها في الفرقة 29 البريطانية).